# Ÿ
Ÿ, ÿ는 Y에 트레마를 붙인 기호이다.

그리스어에서 αυ의 모음을 개별적으로 발음하도록 표기하거나 네덜란드어에서 합자 ij를 필기체로 표기하는 경우 간혹 사용되는 문자이다. 드물지만 프랑스어에서 Ï의 변이자로 사용되기도 한다.

## 컴퓨터에서
대문자 Ÿ는 코드가 다른 로마자와 다르게, 일관성 없이 정해져 있다. 소문자 ÿ는 1252 라틴 인코딩에도 포함되고 유니코드에서도 U+0000~U+00FF 사이(U+00FF)에 들어가 있지만, 대문자 Ÿ는 1252 라틴 인코딩에서도 빠져 있고 U+0178에 따로 놓여 있다. U+0000~U+00FF 사이에 속한 로마자들은 모두 대소 한 쌍씩 맞추어(대문자 코드+0x20=소문자 코드) 배열돼 있고, 그 밖에 속한 문자들도 몇몇 문자만 빼면 모두 대소 한 쌍씩 짝지어 붙어(Ā가 U+0100이면 ā는 U+0101) 있는데, 유독 Ÿ와 ÿ만 따로 떨어져 있다.
이는 ISO/IEC 8859-1에서 ÿ만 코드를 배당하고, Ÿ는 코드를 배당하지 않아 생긴 현상이다. Ÿ는 ISO/IEC 8859-15에 가서야 추가되었다.
실제로 프랑스어나 스페인어 IME에서도 ¨+y를 치면 ÿ가 만들어지지만, ¨+Y를 치면 Ÿ가 만들어지지 않고 ¨Y가 튀어나온다.
또한 픽스트시스나 MS 세리프 같은 윈도우 기본 비트맵 글꼴도 ÿ는 자형이 있지만, Ÿ는 자형이 없다. ÿ 바이러스라는 컴퓨터 바이러스도 있다.
| 미리 보기      | Ÿ                                     | Ÿ                                     | ÿ                                   | ÿ                                   |
| -------------- | ------------------------------------- | ------------------------------------- | ----------------------------------- | ----------------------------------- |
| 유니코드 이름  | LATIN CAPITAL LETTER Y WITH DIAERESIS | LATIN CAPITAL LETTER Y WITH DIAERESIS | LATIN SMALL LETTER Y WITH DIAERESIS | LATIN SMALL LETTER Y WITH DIAERESIS |
| 인코딩         | 10진                                  | 16진                                  | 10진                                | 16진                                |
| 유니코드       | 376                                   | U+0178                                | 255                                 | U+00FF                              |
| UTF-8          | 197 184                               | C5 B8                                 | 195 191                             | C3 BF                               |
| 수치 문자 참조 | &#376;                                | &#x178;                               | &#255;                              | &#xFF;                              |
| 명명 문자 참조 | &Yuml;                                | &Yuml;                                | &yuml;                              | &yuml;                              |